# Clase Shikishima
La clase Shikishima (敷島型戦艦, Shikishima-gata senkan) fue una clase de acorazados pre-dreadnought compuesta por el Shikishima y el Hatsuse. Fue construida para la Armada Imperial Japonesa a fines de la década de 1890. Como Japón no tenía la capacidad industrial para construirlos por sí mismo, éstos fueron diseñados y construidos en el Reino Unido. Los buques participaron en la guerra ruso-japonesa, incluyendo la batalla de Port Arthur en el segundo día de la guerra. El Hatsuse se hundió después de chocar con 2 minas en las cercanías de Port Arthur en mayo de 1904. El Shikishima luchó en las batallas del Mar Amarillo y de Tsushima, siendo ligeramente dañado en esta última acción aunque los proyectiles estallaron prematuramente en su armamento principal en ambos enfrentamientos. Fue reclasificado como buque de defensa costera en 1921 y sirvió como buque escuela por el resto de su carrera. Fue desarmado y despojado de sus equipos de navegación en 1923 y finalmente desguazado en 1948.

## Diseño y Descripción
Las experiencias de combate en la primera guerra sino-japonesa convencieron a la Armada Imperial Japonesa de las debilidades en la filosofía naval de la "Jeune École", y Japón se embarcó en un programa para expandir y modernizar su flota. Tal como con la anterior Clase Fuji, Japón carecía de la tecnología y capacidad para construir sus propios acorazados, por lo que nuevamente se volvieron hacia el Reino Unido. Fueron ordenados como parte del Programa de Expansión Naval de 10 años y pagados a partir de la indemnización de £. 30.000.000 que debió pagar China después de perder la primera guerra sino-japonesa.
El diseño de la clase Shikishima era una versión mejorada de los acorazados Clase Majestic de la Royal Navy. Tenían el mismo armamento y unas maquinarias similares a la clase Fuji, lo que les permitiría trabajar juntos como un grupo homogéneo. Los buques de la clase Shikishima tenían una eslora total de 125,6 m (412 pies), una manga de entre 23-23,4 m (75.5-76.75 pies) y un calado normal de 8-8,1 m (26.25-26.5 pies). Desplazaban entre 14.850 y 15.000 toneladas largas (15,088-15,241 toneladas) con carga normal. El casco tenía doble fondo y estaba subdividido en 261 compartimentos estancos. La tripulación se componía de 741 oficiales y marinos, aunque se incrementaba a 849 tripulantes cuando servía como buque insignia.

### Propulsión
Los buques eran alimentados por 2 máquinas a vapor de triple expansión vertical Humphrys Tennant, cada uno de ellos movía una hélice usando el vapor generado por 25 calderas Belleville. Estas generaban aprox. 14,500 cv (10,800 kW) usando tiro forzado, y alcanzaban una velocidad máxima de 18 nudos aunque probaron ser más rápidos durante sus pruebas de mar. El Shikishima alcanzó los 19,027 nudos (35.238 km/h, 21.896 mph) con 14,667 cv (10,937 kW) de potencia. Los buques llevaban un máximo de 1.643 toneladas de carbón que les daban una autonomía de 5.000 millas náuticas (9.300 km, 5.800 mi) a una velocidad de 10 nudos (19 km/h, 12 mph).

### Armamento
La batería principal de la clase Shikishima estaba compuesta de 4 cañones Elswick Ordnance Company 12 pulgadas de 40 calibres al igual que la clase Fuji. Estaban montados en barbetas dobles a proa y popa de la superestructura que tenía unas cubiertas blindadas para proteger los cañones y usualmente se les llamaban torretas de artillería. Los montajes hidráulicos podían cargarse en todos los ángulos de movimiento, mientras que los cañones se cargaban en un ángulo fijo de +13.5º. Disparaban proyectiles de 850 libras (386 kg) a una velocidad de salida de 730 m/s (2,400 pies/s). 
El armamento secundario constaba de 28 cañones QF de 6 pulgadas Tipo 41 de 40 calibres montados en casamatas dobles; ocho de estos montajes se encontraban en la cubierta principal en el lado del casco, y los otros seis se ubicaban en la superestructura. Estos disparaban proyectiles de 100 libras (45 kg) a una velocidad de salida de 700 m/s (2,300 pies/s). La protección contra torpederos era provista por 20 cañones QF 12 cwt de 12 libras, 8 cañones QF de 3 libras (47 mm) y 4 cañones Hotchkiss 47 mm de 2.5 libras. Los cañones de 12 libras disparaban proyectiles de 3 pulgadas (76 mm) y 12.5 libras (5.7 kg) a una velocidad de salida de 719 m/s (2,359 pies/s). También estaban equipados con 4 tubos lanza-torpedos sumergidos, 2 por cada costado.

### Blindaje
El cinturón principal de la línea de flotación de los navíos clase Shikishima consistía en blindaje Harvey de 2,4 metros (8 pies) de altura, de los que 1,1 metros (3 pies y 7 pulgadas) estaban sobre la línea de flotación a carga normal, y tenía un espesor máximo de 229 mm (9 pulgadas) en los 67 metros (220 pies) centrales del barco. Sólo tenía 102 mm (4 pulgadas) de grosor en los extremos y tenía sobrepuesta una franja de 152 mm (6 pulgadas) de blindaje que corría entre las barbetas por 67 metros. Las barbetas tenían 356 mm (14 pulgadas) de blindaje, pero se reducía a solo 254 mm (10 pulgadas) en el área de las cubiertas inferiores. El blindaje de las cubiertas de las barbetas eran de 254 mm (10 pulgadas), y en los techos era de 76 mm (3 pulgadas) de grueso. Mamparos diagonales de 305-356 mm (12-14 pulgadas) de blindaje conectaban las barbetas con el blindaje lateral, sin embargo los mamparos solo tenían 152 mm (6 pulgadas) de blindaje en las cubiertas inferiores. Las casamatas que protegían el armamento secundario también eran de 152 mm de espesor. La porción plana del blindaje de cubierta era de 64 mm (2.5 pulgadas) de grosor, y de 102 mm (4 pulgadas) donde bajaba hacia el fondo del cinturón blindado. Esto mejoraba significativamente la protección de las naves, ya que cualquier proyectil que penetrara el blindaje vertical también tenía que traspasar la cubierta con pendiente antes de alcanzar los cuartos de máquinas y los pañoles de munición. Fuera del reducto blindado central, la cubierta con pendiente tenía un espesor de 51 mm (2 pulgadas). La torre de mando de proa estaba protegida por 356 mm de blindaje, pero la de popa solo tenía un blindaje de 76 mm.

## Buques
| Buques     | Astillero                            | Iniciado            | Botado                 | Asignado            | Destino                                                |
| ---------- | ------------------------------------ | ------------------- | ---------------------- | ------------------- | ------------------------------------------------------ |
| Shikishima | Thames Iron Works, Leamouth, Londres | 29 de marzo de 1897 | 1 de noviembre de 1898 | 26 de enero de 1900 | Desguazado en enero de 1948                            |
| Hatsuse    | Armstrong Whitworth, Elswick         | 10 de enero de 1898 | 27 de junio de 1899    | 18 de enero de 1901 | Hundido el 15 de mayo de 1904 luego de golpear 2 minas |

Al inicio de la guerra ruso-japonesa, el Hatsuse y el Shikishima fueron asignados a la 1.ª División de la 1.ª Flota. Participaron en la Batalla de Port Arthur el 9 de febrero de 1904 en la que el almirante Tōgō Heihachirō envió a la 1.ª Flota a atacar los buques rusos del Escuadrón del Pacífico anclados en Port Arthur. Tōgō eligió atacar las defensas costeras con su armamento principal y enfrentar a los buques rusos con sus armamento secundario. Dividir su fuego probó ser una mala idea para los japoneses, ya que sus cañones de 8 y 6 pulgadas (203 y 152 mm) infligieron muy poco daño a los barcos rusos, que concentraron todo su fuego en la flota japonesa logrando algún efecto. El Hatsuse recibió 2 impactos durante la batalla sufriendo 10 muertos y 17 heridos, mientras el Shikishima recibió un impacto sufriendo 17 heridos.
Ambas naves participaron en la acción del 13 de abril, cuando Tōgō logró exitosamente sacar del puerto a 2 acorazados del Escuadrón del Pacífico. Cuando los rusos avistaron los 5 acorazados de la 1.ª División, dieron la vuelta hacia Port Arthur y el acorazado Petropavlovsk golpeó un campo minado dejado por los japoneses en la noche anterior. Se hundió en menos de 2 minutos después de que explotara uno de sus pañoles de munición. Envalentonado por su éxito, Tōgō continuó con las misiones de bombardeo de largo alcance, lo que motivó a los rusos a poner más campos minados.
El 14 de mayo de 1904 los acorazados Hatsuse, Shikishima y Yashima, el crucero protegido Kasagi y el crucero (con labores de buque de despachos) Tatsuta se hicieron a la mar para relevar a la fuerza que se hallaba bloqueando Port Arthur. A la mañana siguiente, el escuadrón se encontró con un campo de minas ruso recién colocado. El Hatsuse golpeó una mina que inhabilitó su sistema de gobierno y el Yashima golpeó otra cuando se desplazaba para ayudar al Hatsuse. Este último impactó contra otra mina mientras flotaba a la deriva aproximadamente media hora después, lo que detonó uno de sus pañoles de munición y el barco se hundió en poco más de un minuto. La catástrofe se cobró la vida de 496 tripulantes, aunque los barcos de escolta pudieron rescatar a 336 hombres.
El Shikishima no fue alcanzado durante la batalla del Mar Amarillo en agosto, aunque un proyectil explotó prematuramente en uno de sus cañones de 12 pulgadas, inutilizándolo. Durante la batalla de Tsushima en mayo de 1905, fue alcanzado nueve veces; el más grave de los cuales penetró debajo de un cañón de seis pulgadas, matando o hiriendo a toda la tripulación del cañón. Una vez más, el barco fue impactado por otro proyectil de 12 pulgadas detonado prematuramente en uno de los cañones de proa, destrozándolo por completo. El Shikishima fue reclasificado como buque de defensa costera de primera clase en septiembre de 1921, y fue utilizado para tareas de entrenamiento en diversas capacidades hasta que fue desarmado y reclasificado como transporte en 1923. Su casco continuó siendo utilizado como buque escuela hasta que fue desguazado en 1948.